# Isobel Stevens
Isobel Katherine Stevens (znana jako Izzie) – fikcyjna postać, jedna z głównych bohaterek serialu Chirurdzy stacji ABC. Odgrywana jest przez Katherine Heigl, a została stworzona przez Shondę Rhimes.
Izzie pracowała w Szpitalu Seattle Grace, w pierwszym, drugim i trzecim sezonie jako stażystka, a od czwartego do szóstego jako rezydentka.

## Historia postaci
Wychowała się i mieszkała w przyczepie z matką, z którą jest w nie najlepszych relacjach. Jako nastolatka zaszła w ciążę i oddała dziecko do adopcji.
Razem z innymi stażystami: Meredith Grey, Cristiną Yang i George’em O’Malleyem została przydzielona do rezydentki Mirandy Bailey nazywanej „Kapo”, z powodu bezceremonialnego i rygorystycznego podejścia. Do ich grupy szybko dołączył arogancki stażysta Alex Karev.
Już podczas pierwszego dyżuru Izzie ma trudne zadanie. Musi pomóc Chince, która przychodzi do szpitala z niewielkimi obrażeniami. Jednak pacjentka nie mówi po angielsku, przez co Izzie ma problemy z komunikowaniem się z nią. Kobieta daje znaki, żeby Izzie wyszła z nią ze szpitala, gdzie ukrywa się córka kobiety, która jest w cięższym stanie. Ponieważ nie ma ona zielonej karty, matka boi się, że pójdzie do więzienia. Izzie zabiera materiały ze szpitala i opatruje rany dziewczynki.
Relacje pomiędzy Izzie i Alexem są coraz lepsze, co widać gdy Izzie broni go przed pozostałymi przyjaciółmi. Mówi że „jest naprawdę słodki, gdy tylko się go pozna”. Związek pomiędzy Alexem i Izzie pogłębia się, gdy umawiają się na randkę, która okazuje się niewypałem. Izzie jest zła, gdy Alex nawet na pożegnanie jej nie pocałował. Niedługo potem przyłapuje go razem z pielęgniarką Olivią, uprawiających seks. Złość Izzie na Alexa sięga granic wytrzymałości, a w dodatku dr Addison Montgomery postanawia zostawić Izzie na noc z dzieckiem, które nie przeżyje do rana. Ma to ją nauczyć, że nie należy zbyt przywiązywać się do pacjentów. Taką samą lekcję Addison otrzymała w przeszłości od Richarda.
Izzie leczy pacjentkę ze spontanicznymi orgazmami. Zaczyna flirtować także z pacjentem Dennym, który ma problemy z oddychaniem. Seria śmierci podczas operacji w Seattle Grace powoduje ujawnienie się przesądów wśród lekarzy, w szczególności, że „śmierć nadchodzi trójkami i siódemkami”. Cztery zgony nad ranem implikują więc następne trzy w tym dniu. To powoduje, że Izzie jest zdenerwowana operacją Denny'ego. Zazdrosny Alex informuje Denny'ego, że jest bardzo prawdopodobne, że nie przeżyje zabiegu, przez co powinien zerwać znajomość z Izzie. Izzie nie może powstrzymać łez, rozmawiając z Dennym po operacji, którą ostatecznie przeżył. Na zakończenie całuje swojego pacjenta i przyjmuje jego oświadczyny, gdyż oboje się w sobie zakochali. Niedługo potem Denny umiera w finale sezonu. Izzie bardzo przeżywa jego stratę i ciężko jej  wrócić do normalności. Wkrótce okazuje się, że zmarły narzeczony pozostawił jej w spadku czek o wartości 8,7 milionów dolarów. Stevens, długo nie wiedząc co z nim zrobić, postanawia sfinansować przychodnię imienia Denny'ego Duquette'a.
W trzeciej serii, pijana Stevens, uprawia seks z George’em. Po rozwodzie George’a z Callie, Izzie i George postanawiają być razem, lecz ich pożycie seksualne nie daje im spodziewanej satysfakcji, przez co zrywają, nadal pozostając przyjaciółmi. W międzyczasie Izzie ponownie zaczyna spotykać się z Alexem.
W piątym sezonie, w trakcie trwania ich związku, zaczyna widzieć swojego nieżyjącego narzeczonego, Denny'ego. Dzięki tym halucynacjom, diagnozuje u siebie IV stadium czerniaka złośliwego, z przerzutami do mózgu. Zaczyna walczyć z rakiem. Pomaga jej w tym znakomita, acz bardzo surowa onkolog – dr Neela Swender. Podczas wycieńczającego leczenia organizuje ona ślub Dereka z Meredith. Jednak gdy jej stan się pogarsza, para młoda robi niespodziankę Izzie i to ona bierze ślub z Alexem w tym dniu. Następnie sezon kończy się tragicznym wypadkiem i śmiercią George’a i zatrzymaniem jej reakcji życiowych i reanimacją, na którą się nie zgadzała.
W następnym sezonie Izzie przechodzi kryzys, w którym tęskni za zmarłym George’em O'Maileyem, który wbiegł pod pędzący autobus, ratując kobietę. Następnie, gdy dochodzi do fuzji ze Szpitalem Mercy West, po sprzeczce z nowym rezydentem popełnia błąd, przez który jej pacjentka traci możliwość otrzymania organu do transplantacji. Zostaje wyrzucona z Seattle Grace Hospital. Przekonana, że to Alex jest odpowiedzialny za utratę jej pracy pisze do niego list i odchodzi. Przez jakiś czas nie pojawia się w szpitalu. Kiedy wraca do Seattle tłumaczy Meredith, że zatrzymała się u matki. Meredith odczuwa ulgę, ponieważ wszystko u niej w porządku. Izzie nie ma odwagi na spotkanie z Alexem, gdyż już wie, że nie miał on nic wspólnego z jej zwolnieniem.
Po kilku tygodniach ponownie wraca do Seattle na ostatnie badania. Przy okazji prosi Dereka o rekomendację, aby mogła dostać pracę w szpitalu w Tacoma i ułożyć sprawy z Alexem. Sheperd dowiaduje się, że Tacoma nie chce jej zatrudnić ze względu na jej historię w Seattle Grace. Próbuje ją przekonać, że zatrudni ją ponownie, gdy tylko otrzyma stanowisko szefa chirurgii. Stevens nie jest jednak chętna. Wtedy znajduje Alexa i pokazuje mu swoje czyste skany, co znaczy, że nie umiera już na raka. Alex cieszy się razem z nią i zapewnia, że ją kocha, ale nie zasługuje na takie traktowanie i mówi jej, że powinna wyjechać. Izzie wraca do domu Meredith, gdzie pakuje wszystkie swoje rzeczy. Grey prosi ją, żeby nie porzucała ludzi, którzy ją kochają i nie wyjeżdżała, bo to również jej dom. Izzie odpowiada, że Seattle nie jest już jej domem, a jedynie miejscem dawnej pracy, którą może wykonywać wszędzie indziej. Te słowa ranią Meredith i pozwala jej odejść. Pod koniec szóstego sezonu, Izzie wysyła Alexowi papiery rozwodowe i nie pojawia się już w szpitalu.
Około cztery lata po opuszczeniu miasta, Izzie była samotna i zapragnęła mieć dzieci. Użyła więc zamrożonych zarodków, które przechowywała, odkąd zachorowała na raka. Zapłodnienie skończyło się sukcesem i urodziła bliźniaki – syna i córkę, których nazwała Eli i Alexis. Zamieszkała z nimi na wsi w Baldwin City w Kansas, gdzie pracuje jako chirurg onkolog.
Pięć lat później, Alex zadzwonił do niej z prośbą czy może napisać list popierający w procesie Meredith w sprawie o oszustwo ubezpieczeniowe, gdyż jej kariera zawodowa jest zagrożona. Alex przyznał potem, że proces dał mu pretekst, by sprawdzić jak była żona sobie radzi. Kiedy rozmawiali Alex dowiedział się, że Izzie ma dzieci, które są również jego. Chcąc zapewnić im szczęśliwy dom i pełną rodzinę, której sam nigdy nie miał, postanawia zostawić swoje dotychczasowe życie i ułożyć je na nowo z Izzie, której nigdy nie przestał kochać.